# Rio Grande (Condesuyos)
O Distrito peruano de Rio Grande é um dos oito distritos que formam a Província de Condesuyos, situada no Departamento de Arequipa, pertencente a Região Arequipa, Peru.

## Transporte
O distrito de Rio Grande não é servido pelo sistema de estradas terrestres do Peru.